# كونرن
كونرن (بالألمانية: Könnern) هي بلدة ألمانية تقع في ألمانيا في ساكسونيا أنهالت.[بحاجة لمصدر]  يقدر عدد سكانها بـ 9,546 نسمة .